# 曹子德
西奧多·曹（英語：Theodore Y. Ts'o，1968年1月23日—），小名泰德·曹（Ted Tso），漢名曹子德，生於美國加利福尼亞州帕羅奧圖，著名的自由軟體工程師，專長於檔案系統設計。他是Linux內核在北美最早的開發者，負責ext2、ext3與ext4檔案系統的開發與維護工作。他也是e2fsprogs的開發者。
為自由標準組織的創始者之一，也曾擔任Linux基金會技術長。

## 生平
其父母來自香港，其父親至史丹福大學攻讀博士，之後留在美國。
1990年，曹子德畢業於麻省理工學院計算機科學學系後，留在學校的資訊系統部門工作，直到1999年。當時他是Kerberos V5開發團隊的負責人。之後，他曾加入VA Linux Systems，工作了兩年。
2001年3月，曹子德組織了首次Linux核心開發者高峰會並擔任主席，之後這個會議成為Linux核心開發者的每年例行年會。12月，他進入IBM工作。
2007年12月，他加入Linux基金會，擔任首席平台策略工程師（Chief Platform Strategist），
2008年12月，因原任技術長馬庫斯·雷斯（Markus Rex）準備返回Novell工作，曹子德接替他的位置，成為Linux基金會技術長。
2010年1月，他卸下Linux基金會技術長一職，加入Google工作。

## 自由軟體工作
曹子德是Debian開發者之一，曾開發多項軟體套件，多數是與檔案系統有關。2003年3月開始，開發與維護e2fsprogs。
他參與互联网工程任务组（IETF），是IPsec工作小組的成員。
1994年，曹子德在Linux內核中，實作了/dev/random以及對應的核心驅動程式，讓Linux成為所有作業系統中，第一個實作出以系統背景噪音產生的真正随机数生成器。/dev/random可以獨立運作，不用依靠硬體隨機數產生器，提升效能，也節省了成本。其他的守護行程，像rngd，可以從硬體取得隨機數，提供給/dev/random；應用程式可以經由/dev/random取得隨機數。在/dev/random與/dev/urandom實作出來之後，很快就成為在Unix，Linux，BSD與Mac OS共通的標準接口。

## 外部連結
- 個人首頁 （页面存档备份，存于）